# Хо Ши Мин
 За едноименния град вижте Хошимин.  
Хо Ши Мин (на виетнамски: Hồ Chí Minh) е виетнамски комунистически революционер, който по-късно става министър-председател (1945 – 1955) и президент (1945 – 1969) на Демократична република Виетнам (Северен Виетнам). Родното му име е Нгуен Шин Кунг (Nguyễn Sinh Cung), но е познат и като Нгуен Тат Тхан (Nguyễn Tất Thành) и Нгуен Ай Куок (Nguyễn Ái Quốc). Той е ключова фигура в основаването на Демократична република Виетнам през 1945 г., на Виетнамската народна армия и на Виет Конг по време на Виетнамската война.
Голяма част от живота на Хо Ши Мин преди идването му на власт във Виетнам е изпълнена с неяснота. Използвал е поне 50 различни псевдонима. Мястото и датата на раждането му също не са уточнени със сигурност.

## Ранен живот
Хо Ши Мин е роден през 1890 г. под името Нгуен Шин Кунг, в селото Ким Лиен, провинция Нге Ан. Макар това да е широко приетата му рождена дата, по различни времена той използва пет различни рождени години: 1890, 1891, 1892, 1894 и 1895 г. След 1895 г. расте с баща си, Нгуен Шин Шак. Има една сестра, чиновничка във Френската армия, и двама братя, единият от които е традиционен билкар, а другият почива в ранно детство. Като дете, малкият Кунг учи с баща си, преди да започне по-официално обучение с учител. Кунг бъезо се научава да пише на китайски, необходимо условие за каквото и да е сериозно изучаване на конфуцианство, докато усъвършенства виетнамското писане. Освен учебните си занимания, той е любител на приключенията и обича да играе с хвърчило и да лови риба. Следвайки конфуцианската традиция, на 10-годишна възраст баща му придава ново име: Нгуен Тат Тхан (букв. „Нгуен Осъществения“).
Бащата на Тхан е конфуциански учител, а по-късно имперски магистрат в малкия отдалечен окръг Бин Кхе (Куи Ньон). Понижен е поради злоупотреба с власт, след като влиятелна местна фигура почива няколко дни, след като получава 102 удара със сопа като наказание за нарушение на закона. Бащата на Тхан има приемливите качества, за да служи в имперската бюрокрация, но отказва, тъй като това значи да служи за французите. Това излага Тхан на бунтове в ранна възраст, което става нормална гледка в провинцията, докато Тхан достига пълнолетие. Тхан получава френско обучение и ходи в лицей в Хюе, който е алма матер на неговите по-късни последователи, Фам Ван Донг и Во Нгуен Зиап, както и по-късния му враг Нго Дин Дием.

### Първо пребиваване във Франция
Първоначално се вярва, че Тхан участва в демонстрации против робството на бедни селяни в Хюе през май 1908 г., което застрашава неговия ученически статут. Все пак, документ от Центъра за архиви на отвъдморските територии сочи, че той е приет в колежа на 8 август 1908 г., което е няколко месеца след демонстрациите. Преувеличаването на революционерските дейности е често срещано сред виетнамските комунистически лидери. Тхан работи като кухненски помощник на борда на френския параход Амирал дьо Латуш-Тревил, използвайки псевдонима Ван Ба. Параходът потегля на 5 юни 1911 г. и пристига в Марслия, Франция на 5 юли 1911 г. След това корабът се отправя към Льо Хавър и Дюнкерк, завръщайки се в Марсилия в средата на септември. Там той кандидатства във Френското колониално административно училище, но не е одобрен. Тогава решава да започне да пътува по света, работейки на кораби, и посещава много държави в периода 1911 – 1917 г.

### В Съединените щати
През 1912 г., докато работи като помощник-готвач на кораб, Тхан пътува до САЩ. През 1912 – 1913 той вероятно живее в Ню Йорк и Бостън, където твърди, че е работил като хлебопекар в хотел Паркър Хаус. Единственото доказателство, че Тхан е бил в Щатите, представлява писмо до Френската колониална администрация от 15 декември 1912 г. с пощенска марка от Ню Йорк (но посочва постоянния си адрес в Льо Хавър и съобщава, че е моряк) и пощенска картичка до Фан Тяу Чин в Париж, в която споменава, че работи в хотела Паркър Хаус. Според самия хотел, той никога не е работил при тях. Сред поредица от прислужнически работи, той твърди, че е работил за заможно семейство в Бруклин в периода 1917 – 1918 г., както и за Дженерал Мотърс като управител на линия. Смята се, че докато е бил в САЩ, той се е свързал с корейски националисти, преживяване, което му развива политическите възгледи, но това вероятно е в сферата на предположенията.

### Във Великобритания
В различни периоди между 1913 и 1919 г., Тхан твърди, че живее в Уест Ийлинг, а по-късно в Крауч Енд, Хорнси (квартали на Лондон). Той работи или като готвач, или като мияч на чинии (според различни източници) в хотел Дрейтън Корт в Уест Ийлинг. Смята се, че се е обучавал за сладкар при Огюст Ескофие в хотел Карлтън в Хеймаркет, но няма твърди доказателства за това. Въпреки това, стената на Новозеландската къща в Лондон, която днес се намира на мястото на хотел Карлтън, има паметна плоча, твърдяща, че Хо Ши Мин е работил там през 1913 г. Тхан работи като сладкар на борда на ферибот по линията Нюхевън-Диеп през 1913 г.

## Политическо образование във Франция
От 1919 до 1923 г., докато живее във Франция, Тхан започва да проявява интерес в политиката, бидейки повлиян от своя приятел и член на Френската социалистическа партия Марсел Кашен. Тхан твърди, че пристига в Париж от Лондон през 1917 г., но френската полиция има единствено документи за пристигането му през юни 1919 г. Той се присъединява към група виетнамски националисти в Париж, чиито лидери са Фан Тяу Чин, Фан Ван Труонг и Нгуен Тхе Труйен. По това време те публикуват новинарски статии, застъпващи се за виетнамска независимост под псевдонима Нгуен Ай Куок (букв. „Нгуен Патриота“), преди Тхан да пристигне в Париж.
След Първата световна война, групата пуска петиция за признаване на гражданските права на виетнамците във Френски Индокитай към Западните сили по време на Парижката мирна конференция, но бива игнорирана. Цитирайки принципа на самоопределяне, описан преди мирните преговори, те изискват от съюзените сили да сложат край на френското колониално господство във Виетнам и да осигурят образуването на независимо правителство. Преди конференцията групата изпраща писмото си до съюзническите водачи, сред които са Жорж Клемансо и Удроу Уилсън. Писмото не бива обсъждано във Версай, но този епизод по-късно помага на Нгуен Ай Куок да се установи като антиколониално движение в роден Виетнам. Тъй като Нгуен Тат Тхан е публичното лице зад публикацията на документа (макар той да е написан от Фан Ван Труонг), той скоро става известен под името Нгуен Ай Куок и за пръв път използва името през септември по време на интервю с китайски новинарски кореспондент.
Много автори спекулират, че 1919 г. е изгубен „Уилсънов момент“, когато Хо Ши Мин е могъл да приеме про-американска и по-малко радикална позиция, ако президентът Уилсън го е посрещнал. Въпреки това, наличните доказателства сочат, че по времето на Версайската конференция, той вече е бил отдаден на социалистическата програма. Докато тече конференцията, Нгуен Ай Куок вече изнася относно перспективите на болшевизма в Азия и се опитва да убеди френските социалисти да се присъединят към Третия Комунистически интернационал на Владимир Ленин.
През декември 1920 г. Куок официално става представител на Конгреса на Тур на Социалистическата партия на Франция, гласува за Комунистическия интернационал и е основаващ член на Френската комунистическа партия. Приемайки позиция в колониалния комитет на партията, той се опитва да привлече вниманието на другарите си към френските колонии, включително Индокитай, но опитите му често са неуспешни. През този период той започва да пише статии за списания и кратки истории, докато води своята Виетнамска национална група. През май 1922 г. Куок пише статия за френско списание, критикувайки използването на английски думи от френски спортни журналисти. Статията моли министър-председателя Реймон Поанкаре да забрани английските думи за „мениджър“, „рунд“ и „нокаут“. Докато живее в Париж, вероятно има връзка с шивачка на име Мари Бриер.
Неговите статии привличат вниманието на Дмитрий Мануилски, който след това спонсорира пътуването му до Съветския съюз и под чието опекунство той става високопоставен член на съветския Коминтерн.

## В Съветския съюз и Китай
През 1923 г. Куок тръгва от Париж към Москва с паспорт под името Чен Ванг, китайски търговец, където е нает от Коминтерна, учи в Комунистическия университет на трудещите се на Изтока и участва в Петия Комунистически конгрес през юни 1924 г., преди да пристигне в Кантон през ноември 1924 г. под името Ли Тхуй.
През 1925 – 1926 г. Куок организира „младежки образователни класове“ и понякога изнася социалистически лекции на виетнамски млади революционери, живеещи в Кантон във военната академия Вампу. Тези млади хора няколко години по-късно стават семената на ново революционно комунистическо движение във Виетнам. По това време той живее и се жени за китайската Танг Тует Мин на 18 октомври 1926 г. Когато неговите другари не се съгласяват с брака му, той им казва: „Ще се оженя въпреки неодобрението ви, тъй като ми трябва жена да ме научи на езика и да пази къщата.“. Тя е на 21, а той на 36 години. Сключват брак на същото място, където Чжоу Енлай се жени по-рано, а след това живеят в резиденцията на агента на Коминтерна, Михаил Бородин.
Хоанг Ван Чи твърди, че през юни 1925 г. Куок предава Фан Бой Тяу, известният вожд на съперническа революционерска фракция и стар приятел на баща му, на френските тайни служби в Шанхай за 100 000 пиастри. Според някои източници, Куок казва, че го е направил, защото очаква съдебният процес срещу Тяу да разклати антифренските настроения и защото му трябват пари да основе комунистическа организация. Други източници отхвърлят тази хипотеза. Според трети, Куок не е отговорен за залавянето на Тяу. Самият Тяу бива осъден на доживотен домашен арест и никога не обвинява Куок за това.
Антикомунистическият преврат на Чан Кайшъ от 1927 г. започва нова ера на изгнаничество за Куок. Той напуска Кантон през април 1927 г. и се връща в Москва, прекарвайки част от лятото във възстановяване от туберкулоза в Крим, преди да се върне в Париж през ноември. След това се завръща в Азия, като отпътува от Италия до Банкок в Тайланд, пристигайки там през юли 1928 г. Жена му твърди, че макар да са били разделени почти година, техните чувства не са изстинали. По това време той работи като старши агент, предприемащ дейности на Коминтерна в Югоизточна Азия.
Куок остава в Тайланд, отсядайки в селото Начок в провинция Након Фаном до края на 1929 г., когато се мести в Индия, а след това в Шанхай. В началото на 1930 г., вече в Хонконг, той председателства среща с представители от две виетнамски комунистически партии с целта да ги обедини в една организация, Комунистческа партия на Виетнам. През юни 1931 г. той е арестуван в Хонконг. За да намали френския натиск за екстрадиция, през 1932 г. е обявено фалшиво, че Куок умира. Британците го освобождават тихомълком през януари 1933 г. Той се премества в СССР и в Москва учи и преподава в Ленинския институт. Смята се, че в през този период той губи позициите си в Коминтерна, поради съмнения, че ги е предал. Неговото влияние сред виетнамските му другари избледнява значително. Според други теории, обаче, той е член на вътрешния кръг на Коминтерна, бидейки протеже на Дмитрий Мануилски и член с добър статут в Коминтернта по време на турбулентните чистки на Сталин.
През 1938 г. Куок се връща в Китай и служи като съветник на китайските комунистически въоръжени сили, които по-късно изтласкват правителството на Китай към Тайван. Също така е старши агент на Коминтерна, отговорен за делата в Азия. Около 1940 г. Куок започва редовно да се подвизава под името Хо Ши Мин, виетнамско име, комбиниращо често срещано виетнамско фамилно име (Hồ) с лично име, означаващо „Онзи, който е просветлен“.

## Движение за независимост
През 1941 г. Хо Ши мин се връща във Виетнам, за да предвожда движението за независимост Виетмин. Японската окупация на Индокитай през тази година създава условия за патриотичните виетнамци. „Мъжете в черно“ са партизанска сила от 10 000 души, която оперира с Виетмин. Той наблюдава много успешни военни действия срещу Вишистка Франция и японската окупация през Втората световна война, подкрепян тайно от Управлението на стратегическите служби на САЩ, а по-късно се бори срещу френския опит за повторно окупиране на държавата (1946 – 1954 г.). Арестуван е в Китай от местните власти на Чан Кайшъ, преди да бъде спасен от китайски комунисти. След освобождаването си през 1943 г. се връща във Виетнам.
През април 1945 г. той се среща с агента на Стратегическите служби Архимедес Пати и му предлага да предостави важна информация на Съюзниците, при условие, че му бъде предоставена „линия за комуникация с тях“. Стратегическите служби се съгласяват и по-късно изпращат военен екип, който да тренира хората на Хо, а той самият е лекуван от малария и дизентерия.
След революцията от август 1945 г., организирана от Виетмин, Хо Ши Мин става ръководител на временното правителство (министър-председател на Демократична република Виетнам) и обявява независимостта на републиката. Макар да убеждава император Бао Дай да абдикира, неговото правителство не е признато от нито една държава. Многократно запитва американския президент Труман за подкрепа на виетнамската независимост, цитирайки Атлантическата харта, но Труман така и не отговаря на молбите му.
По време на борбата за власт през 1945 г. Виетмин избива членовете на съперническите групировки, като например лидера на Конституционалната партия, главата на Партията за независимост, както и брата на Нго Дин Дием. Когато е питан от репортер относно убийството на Та Тху Тхау, виден троцкист и личен приятел, Хо отговаря: „Всеки, който не следва определената линия, ще бъде смачкан.“.
През 1946 г. бъдещият министър-председател на Израел, Давид Бен Гурион, и Хо Ши Мин се запознават, когато отсядат в един и същ хотел в Париж. Хо Ши Мин предлага на бен Гурион еврейски дом в изгнание във Виетнам. Бен Гурион отказва, обяснявайки на Хо Ши Мин, че е сигурен в основаването на еврейско правителство в Палестина.
През 1946 г. Хо пътува извън държавата, докато неговите подчинени вкарват в затвора 2500 националисти и принуждават 6000 други да избягат. Стотици политически опоненти са вкарани в затвора или пратени в изгнание през юли 1946 г., особено членове на националистките партии, след провален преврат срещу правителството на Виетмин. Всички политически партии са забранени след това, а местните правителства са премахнати, за да се намали опозицията по-нататък. Въпреки това, се забелязва, че на първия конгрес на новата република над две трети от членовете са от политически фракции, различни от Виетмин, някои от които дори не са били избирани.

### Раждането на Демократична република Виетнам
На 2 септември 1945 г., след абдикацията на император Бао Дай, Хо Ши Мин обявява независимостта на Виетнам под наименованието Демократична република Виетнам. В Сайгон, с насилие между съперничещите виетнамски фракции и увеличаващите се френски сили, британският командир Дъглас Грейси обявява военно положение. На 24 септември лидерите на Виетмин отговарят с призиви за обща стачка.
През септември 1945 г. сила от 200 000 китайски войници пристига в Ханой, за да приеме предаването на японските окупатори в Северен Индокитай. Хо Ши Мин прави компромис с техния генерал, Лу Хан, да разпусне Комунистическата партия и да проведе избори, които да предоставят коалиционно правителство. Когато французите са принудени да отдадат концесиите си в Шанхай обратно на Китай в замяна на изтеглянето на китайските войски от Северен Индокитай, Хо няма избор, освен да подпише споразумение с Франция на 6 март 1946 г., в което Виетнам е признат като автономна държава в рамките на Индокитайската федерация и Френския съюз. Съглашението скоро бива нарушено. Целта на споразумението както за французите, така и за виетнамците, е китайската армия да напусне Северен Виетнам. Скоро след като китайците се оттеглят, започват боеве в Северен Виетнам.
Виетмин след това сътрудничи с френските колониални сили, за да избива поддръжниците на виетнамските национални движения. Накрая, комунистите потискат всички некомунистически партии, но не успяват да си осигурят примирие с Франция. В последните дни на 1946 г., след година на дипломатически провали, Демократична република Виетнам решава, че войната е неизбежна. Бомбардирането на Хайфон от френските сили само потвърждава убеждението, че Франция няма намерение да допусне автономна и независима виетнамска държава. На 19 декември 1946 г. Хо, представящ правителството си, обявява война срещу Френския съюз, поставяйки началото на Индокитайската война. Виетмин, по това време основно въоръжен с мачете и мускети, напада незабавно френските позиции, използвайки димки от слама с люти чушки, разрушавайки бронирани коли със самоубийствени противотанкови гранати и коктейли Молотов и задържайки контраатаките чрез пътни заграждения и противопехотни мини с чакъл. След два месеца сражения изтощените войски на Виетмин се оттеглят, систематично разрушавайки важната инфраструктура. Съобщава се за залавянето на Хо от група френски войници, предвождани от Жан-Етиен Валюи, във Виет Бак. Въпросната личност, обаче, се оказва съветник на Виетмин, който по-късно е убит при опит за бягство.
През февруари 1950 г., след неуспешен опит за премахване на блокадата на френската граница, Хо се среща със Сталин и Мао Дзедун в Москва, след като Съветския съюз признава правителството му. Всички се съгласяват, че Китай ще е отговорен за подкрепата на Виетмин. Пратеникът на Мао в Москва обявява през август, че Китай планира да обучи 60 000 – 70 000 виетминци в близко бъдеще. Пътят към външния свят е отворен за Виетмин да получават допълнителни провизии, които биха им помогнали да ескалират боя с французите в Индокитай. В началото на конфликта, Хо казва на френски посетител: „Можеш да убиваш десетима от хората ми за един от твоите. Но дори при това съотношение, ти ще загубиш, а аз ще спечеля.“. През 1954 г., след съкрушителната загуба на Френския съюз в битката при Диен Биен Фу, Франция е принудена да се откаже от борбата срещу Виетмин. Виетмин избиват между 100 000 и 150 000 цивилни по време на войната.

## Президент и Виетнамска война
Женевските споразумения от 1954 г. между Франция и Виетмин, позволяват на силите на последните да се прегрупират на север, докато антикомунистическите групи се заселват на юг. Демократична република Виетнам на Хо Ши Мин се мести в Ханой и става правителство на Северен Виетнам, която е комунистическа еднопартийна държава.
Следвайки Женевските споразумения, има 300-дневен период, през който хората могат да се движат свободно между двата региона на Виетнам, по-късно известни като Южен Виетнам и Северен Виетнам. През 300-те дни Дием и съветникът на ЦРУ, полковник Едуард Лансдейл организират кампания за убеждаване на хората да се преместят в Южен Виетнам. Кампанията се съсредоточава особено върху католиците във Виетнам, които ще осигурят след години властта на Дием, използвайки лозунга „Бог отиде на юг“. Между 80 000 и 1 000 000 души мигрират на юг, предимно католици. В началото на 1955 г. Френски Индокитай се разпада, оставяйки на Дием контрола на юг.
Всички страни в Женева призовават за избори на обединение, но не успяват да се споразумеят за подробностите. Назначеният външен министър на Виетнам, Фам Ван Донг, предлага избори под надзора на „местни комисии“. САЩ, с подкрепата на Великобритания и асоциираните държави Виетнам, Лаос и Камбоджа, предлагат надзор от ООН. Този план е отхвърлен от съветския представител Вячеслав Молотов, който се е застъпва за състава от равен брой комунистически и некомунистически членове, които могат да определят „важни“ въпроси само с единодушно съгласие. Преговарящите не успяват да се споразумеят за дата за изборите за обединение. ДРВ заявява, че изборите трябва да се проведат в рамките на 6 месеца от прекратяването на огъня, докато западните съюзници се стремят да нямат краен срок. Молотов предлага през юни 1955 г., а след това по-късно смекчава това по всяко време през 1955 г. и накрая през юли 1956 г. Правителството на Дием подкрепя изборите за обединение, но само с ефективен международен надзор, твърдейки, че истински свободните избори биха били невъзможни в тоталитарния север. Следобеда на 20 юли оставащите неуредени въпроси са разрешени, тъй като страните се съгласяват, че разделянето трябва да бъде на 17-ия паралел и че изборите за обединено правителство трябва да се проведат през юли 1956 г., две години след края на огъня. „Споразумението за прекратяване на насилието във Виетнам“ е подписано само от военните команди във Франция и Виетнам, без участие или консултация с Държава Виетнам. Въз основа на предложение от ръководителя на китайската делегация Чжоу Енлай, международна контролна комисия (МКК), председателствана от Индия, с Канада и Полша като членове, е натоварена да контролира прекратяването на огъня. Съдиите трябва да бъдат единодушни, присъствието на Полша в МКК предоставя на комунистите ефективно право на вето върху надзора на договора. Неподписаната „Заключителна декларация на Женевската конференция“ призовава за избори за обединение, от делегатите, за които се очаква да бъдат наблюдавани от МКК. Виетмин никога не приема правомощията на МКК за такива избори, настоявайки, че „компетентността на МКК трябва да бъде ограничена до надзора и контрола върху изпълнението на Споразумението за прекратяване на неприязънта от двете страни“. От 9 представители на народите, само Съединените щати и Държава Виетнам отказват да приемат декларацията. Държавният секретар на САЩ Уолтър Бедъл Смит представя „едностранна декларация“ за позицията на САЩ, като повтаря: „Ще се стремим да постигнем единство чрез свободни избори, под надзора на ООН, за да гарантираме, че те се водят справедливо“.
Между 1953 и 1956 г. правителството на Северен Виетнам въвежда различни аграрни реформи, включително „намаляване на наема“ и „поземлена реформа“, което довежда до значително политическо потисничество. По време на поземлената реформа, свидетелските показания на свидетели от Северен Виетнам предполагат съотношение на една екзекуция за всеки 160 жители на селата, което при екстраполация на национално равнище би показало близо 100 000 екзекуции. Тъй като кампанията е съсредоточена главно в района на Делтата на Червената река, по-ниска оценка от 50 000 екзекуции става широко приета от учените по онова време. Въпреки това, декласифицираните документи от виетнамските и унгарските архиви показват, че броят на екзекуциите е много по-нисък от отчетения по това време, въпреки че вероятно е по-голям от 13 500.
Още през юни 1956 г. на срещата на Политбюро е представена идеята за свалянето на правителството на Южен Виетнам. През 1959 г. Хо започва да приканва Политбюро да изпрати помощ на Виетконг в Южен Виетнам и „народната война“ на юг е одобрена на заседание през януари 1959 г. и това решение е потвърдено от Политбюро през март. Северен Виетнам нахлува в Кралство Лаос през юли 1959 г., подпомаган от Патет Лао и използва 30 000 бойци, за да изгради мрежа от маршрути за доставка и армиране, минаващи през Лаос, която става известна като пътеката Хо Ши Мин. Тя позволява на Севера да изпраща човешки ресурси и материали на Виетконг, постигайки значително предимство. За да се противопостави на обвинението, че Северен Виетнам е нарушил Женевското споразумение, независимостта на Виетконг е подчертана в комунистическата пропаганда. Северен Виетнам създава Фронта за национално освобождение на Южен Виетнам през декември 1960 г. като „единен фронт“ или политически клон на Виетконг, предназначен да насърчи участието на некомунисти.
В края на 1959 г., осъзнавайки, че националните избори никога няма да се проведат и че Дием възнамерява да отстрани противоположните сили (най-вече бившия Виетмин) от правителството на Южен Виетнам, Хо неофициално избира Ле Зуан за следващия лидер на партията. Това се тълкува от западните анализатори като загуба на влияние за Хо, за когото се твърди, че всъщност е предпочел по-умерения Во Нгуен Гиап за позицията. Ли Зуан е официално определен като партиен лидер през 1960 г., оставяйки Хо да изпълнява второстепенна роля като държавен глава и член на Политбюро. Въпреки това, той поддържа значително влияние в правителството. През 1963 г. Хо твърди, че е кореспондирал с президента Дием от Южен Виетнам с надеждата да постигне договорен мир.
Между 1961 и 1963 г. 40 000 комунистически бойци проникват в Южен Виетнам от север. В началото на 1965 г. военни части на САЩ започват да пристигат в Южен Виетнам, първо за да защитят въздушните бази около Чу Лаи и Дананг, по-късно да поемат по-голямата част от битката, тъй като „все повече американски войници трябва да заменят войските на Сайгон, които не са участвали в борбата“.
Тъй като борбата ескалира, широкото въздушно и артилерийно бомбардиране из целия Северен Виетнам от американските военновъздушни сили и военноморски сили започва с операция Rolling Thunder. През юли 1967 г. Хо и по-голямата част от виетнамското Политбюро на работническата партия се срещат на високопоставена конференция, където заключават, че войната е попаднала в безизходица, тъй като американското военно присъствие принуждава Народната армия на Виетнам да изразходва по-голямата част от ресурсите за поддържа пътя на Хо Ши Мин, а не да подсилва редиците на другарите си на юг. С разрешение на Хо, Виетконг планира мащабна Офанзива на Тет, която ще започне на 31 януари 1968 г., с цел да вземе голяма част от Юга със сила и да извърши тежък удар на американската армия. Офанзивата е извършена с големи разходи и с тежки жертви на политическите клонове и въоръжените сили на Фронта за освобождение. Обхватът на действието шокира света, който дотогава е уверен, че комунистите са „на въжето“. Оптимистичното завъртане, което военното командване на САЩ е поддържало от години, вече не е правдоподобно. Бомбардировките на Северен Виетнам и пътеката Хо Ши Мин са прекратени, а преговарящите от САЩ и Виетнам обсъждат как войната може да приключи.

## Личен живот
Освен политик, Хо също е писател, журналист, поет и полиглот. Баща му е учен и учител, който получава висока степен в имперския изпит на династията Нгуен; Хо научава да владее класически китайски език от ранна възраст. Преди августовската революция той често пише поезия на Chữ Hán (виетнамското име за китайската система за писане). Едно от тях е стихотворенията от Дневника на затворите, направени, когато той е хвърлен в затвора от полицията на Република Китай. Тази хронология на поезията е Виетнамското национално съкровище № 10 и е преведено на много езици. Използва се във виетнамски гимназии. След като Виетнам придобива независимост от Франция, новото правителство насърчава изключително Chữ Quốc Ngữ (виетнамска писменост на латиница), за да премахне неграмотността. Хо започва да създава повече стихотворения на съвременния виетнамски език за разпространение до по-широк кръг читатели. След като става президент до появата на сериозни здравословни проблеми, краткото му стихотворение е публикувано редовно във вестника Nhân Dân Tết (Нова лунна година), за да насърчи хората си да работят, да учат или да се борят с американците през новата година.
Заради престоя си в изгнание почти 30 години Хо може да говори свободно, както и професионално да чете и пише на френски, английски, руски, кантонски и мандарин, освен майчиния си виетнамски език. През 1920-те години той е шеф на бюрото / редактор на много вестници, които той създава, за да критикува френското колониално правителство на Индокитай и да служи на комунистическите пропагандни цели. Примери за това са Le Paria, публикувана за пръв път в Париж през 1922 г. или Thanh Nien, публикувана за първи път на 21 юни 1925 г. (21 юни е обявен от правителството на Социалистическа република Виетнам за Ден на революционната журналистика във Виетнам). В много държавни официални посещения в Съветския съюз и Китай той често говори директно с комунистическите лидери без преводачи, особено за строго секретна информация. Докато е интервюиран от западни журналисти, той използва френски език.
Като президент Хо провежда официални приеми за чуждестранни държавни глави и посланици в Президентския дворец, но той лично не живее там. Той нарежда да се построи дървена постройка в задната част на двореца, която днес е известна като исторически обект на Президентския дворец. Неговите хобита (според неговия секретар Vũ Ky) включват четене, градинарство, хранене на риба (много от които все още живеят) и посещение на училища и детски домове.
Хо остава в Ханой през последните си години, настоявайки за безусловно оттегляне на всички не-виетнамски войски от Южен Виетнам. До 1969 г., докато все още се водят преговорите, здравето на Хо започва да се влошава от множество проблеми, включително диабет, който му попречва да участва в по-нататъшната активна политика. Той обаче настоява, че силите му на юг ще продължават да се бият, докато цял Виетнам не се обедини отново под неговия режим, независимо от продължителността на времето, което може да отнеме.

## Смърт
След като изходът от войната във Виетнам все още е под въпрос, Хо Ши Мин почива в 9:47 сутринта на 2 септември 1969 г. от сърдечна недостатъчност в дома си в Ханой на 79 години. Неговото балсамирано тяло е изложено в мавзолей в Ханой, въпреки волята му, заявявайки, че иска да бъде кремиран. Новината за смъртта му е съобщена на северно-виетнамската общественост почти 48 часа по-късно, защото той умира при годишнината от основаването на Демократична република Виетнам. Една седмица на траур за смъртта му е определена в Северен Виетнам от 4 до 11 септември 1969 г. Първоначално той не е заместен като президент, а има „колективно ръководство“, съставено от няколко министри и военни лидери, известно като Политбюро.
По време на финалната кампания на Северен Виетнам известна песен, написана от композитора Huy Thuc, често се пее от народната войска на виетнамските войници „Bác vän cùng chúng cháu hành quân“ („Ти все още маршируваш с нас, Чичо Хо“). Шест години след смъртта му, при падането на Сайгон, няколко танка на в Сайгон носят плакат със същите думи. Австралийският журналист Денис Уорнър пише в The Sun News-Pictorial на 1 май 1975 г., че „когато северновиетнамците влязоха в Сайгон вчера, те бяха водени от човек, който не беше там“.

## Наследство и култ към личността
Бившата столица на Южен Виетнам, Сайгон, е официално преименувана на Хо Ши Мин на 2 юли 1976 г. от новото Народно събрание на Виетнам, контролирано от Севера. Името обаче провокира силно антикомунистическо чувство в значителен брой виетнамци. Много от виетнамците, особено онези, които живеят в чужбина, продължават да наричат града Сайгон, като отхвърлят новото име, наложено от комунистите, и в чест на бившата столица на антикомунистическата република Виетнам.
Балсамираното тяло на Хо е изложено в Ханой в мавзолей от гранит, моделиран по модел на гробницата на Ленин в Москва. Потоците хора говорят много тихо всеки ден, понякога в продължение на часове, за да оставят тялото в мълчание. Това напомня на други комунистически лидери като Владимир Ленин, Мао Дзедун, Ким Ир Сен и Ким Чен Ир.
Във Виетнам днес изображението на Хо е на лицевата страна на всички виетнамски банкноти. Неговият портрет и бюст се открояват на видно място в повечето обществени сгради на Виетнам, в класни стаи (както в държавни, така и в частни училища) и в олтари на някои семейства. Има поне един храм, посветен на него, построен във Вин Лонг малко след смъртта му през 1970 г. в зоните, контролирани от Виетконг. Неговият рожден ден (19 май) се отбелязва като официален държавен празник.
Комунистическият режим поддържа култ към личността на Хо от 1950-те години на север, а по-късно го разширява и на юг, което според него играе важна роля в пропагандната кампания и миналото на партията. Той дори е прославен с религиозен статут като „безсмъртен светец“ на виетнамската комунистическа партия, а някои хора се покланят на президента, според доклад на BBC.

## Международно влияние
Хо Ши Мин се смята за един от най-влиятелните лидери в света. Списание TIME го поставя в списъка на 100-те най-важни хора от двадесети век през 1998 г. Неговата мисъл и революция вдъхновяват много лидери и хора в Азия, Африка и Латинска Америка по време на деколонизационното движение в световен мащаб след Втората световна война. Като комунист, той е един от международните фигури, които са високо оценени в комунистическия свят.
Различни места, булеварди и площади са кръстени на него по целия свят, особено в социалистическите и бившите комунистически държави. В Русия има площад и паметник на Хо Ши Мин в Москва, булевард „Хо Ши Мин“ в Санкт Петербург и площад „Хо Ши Мин“ в Уляновск (родното място на Ленин, побратимен на град Вин, родното място на Хо Ши Мин). Според виетнамското министерство на външните работи са издигнати статуи в 20 държави в Азия, Африка, Европа и Америка в памет на президента Хо Ши Мин.
Много активисти и музиканти написват песни за Хо Ши Мин и неговия революционизъм по време на войната във Виетнам на различни езици, за да демонстрират срещу САЩ. Испанските песни са на Феликс Пита Родригес, Карлос Пуебла и Али Примера. Освен това в Чили – народния певец Виктор Джар, споменава Хон Ши Мин в своята антивоенна песен „El derecho de vivir en paz“ („Правото да живееш в мир“). На английски език Еван Маккол пише „Баладата на Хо Ши Мин“. Има и песни за него на руски език от Владимир Фере и на немски от Курт Демлер.
През 1987 г. ЮНЕСКО официално препоръчва на държавите членки да „се присъединят към отбелязването на стогодишнината от рождението на президента Хо Ши Мин, организирайки различни събития като почит към паметта му“, като се има предвид „важния и многостранния принос на президента Хо Ши Мин в областта на културата, образованието и изкуствата“, които „посвещават целия си живот на националното освобождение на виетнамския народ, допринасяйки за общата борба на народите за мир, национална независимост, демокрация и социален напредък“.